# Bauk
Bauk (em sérvio:  Баук)  é uma criatura mítica de forma animal na mitologia sérvia. Bauk é descrito como se escondendo em lugares escuros, buracos ou casas abandonadas, esperando agarrar, carregar pra longe e devorar sua vítima; mas pode ser assustado para fora por luz e barulho. Tem um passo desajeitado (baulyanye) e sua onomatopeia é bau .
Interpretação dos atributos de bauk leva à conclusão de que bauk é na verdade a descrição de ursos reais, que já tinham sido regionalmente extintos em algumas partes da Sérvia e conhecidos apenas como uma lenda. A palavra "bauk" foi inicialmente usada como um hipocorismo.

## Na cultura popular
Bauk é usado como tradução para trasgo nas edições sérvias das obras de J. R. R. Tolkien, primeiramente traduzidos por Mary e Milan Milišić. Bauk é também usado como tradução para o Demônio na edição sérvia da série As Crônicas de Gelo e Fogo, traduzida por Nikola Pajvančić.